# Kleine ijsvogelvlinder
De kleine ijsvogelvlinder (Limenitis camilla) is een vlinder uit de onderfamilie Limenitidinae van de familie Nymphalidae (vossen, parelmoervlinders en weerschijnvlinders). 

## Kenmerken
De voorvleugellengte varieert tussen de 22 en 29 millimeter. 

## Verspreiding
De vlinder is een Centraal-Europese soort en vliegt van zeeniveau tot 1500 meter. De kleine ijsvogelvlinder werd in Nederland en België na een sterke vermindering in de jaren 1990 door verdroging en  dichtgroeien van bos als bedreigd gezien. Na 2005 wordt de vlinder weer steeds vaker aangetroffen en is de status op de Nederlandse Rode lijst dagvlinders gewijzigd in 'kwetsbaar'. Deze verbetering is volgens de Vlinderstichting te danken aan natuurbeheer dat gunstig is voor de soort. Ook het weer heeft invloed op de aantallen. De vrouwtjes hebben voldoende warmte nodig om te kunnen vliegen en eitjes af te zetten. Warmte en weinig neerslag in de vliegtijd hebben een positief effect op de aantallen het jaar er op. De vliegtijd is van juni tot en met augustus.

## Waardplant
De rups van de kleine ijsvogelvlinder prefereert bij uitstek kamperfoelie als waardplant. De groene rups is te herkennen aan de opvallend gevormde doorntjes.

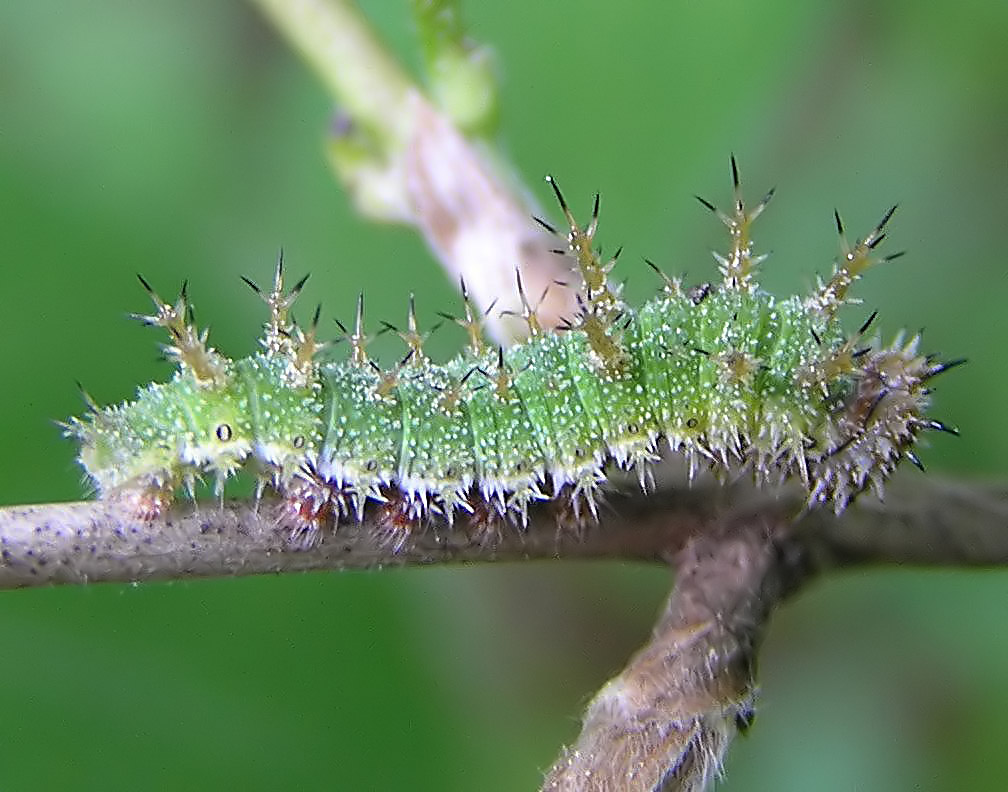
Rups